# Barbara Egger-Jenzer

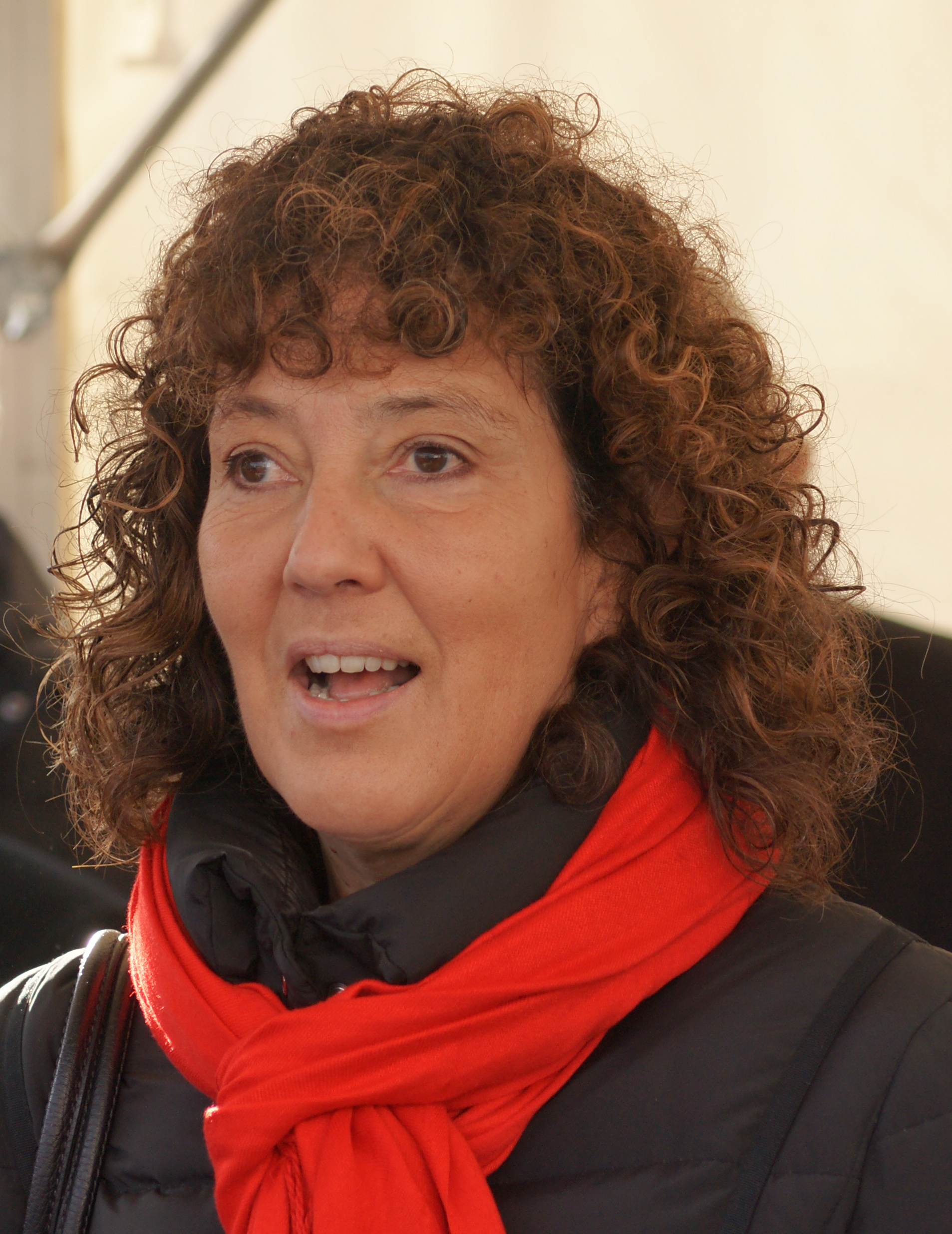
Barbara Egger-Jenzer (2010)

Barbara Egger-Jenzer (Steffisburg, 22 september 1956) is een Zwitsers politica.

## Biografie

### Opleiding en vroege carrière
Barbara Egger-Jenzer studeerde voor lerares en was van 1976 tot 1979 werkzaam als lerares aan een lagere school. Nadien studeerde zij rechten aan de Universiteit van Bern en promoveerde in 1987 waarna zij werkzaam was als advocate. Tijdens haar studie zelf bleef zij het beroep van lerares parttime uitoefenen.

### Politieke loopbaan
Barbara Egger-Jenzer sloot zich aan bij de Sociaaldemocratische Partij van Zwitserland (SP) en was van 1991 tot 2002 ombudsman voor Ouderen en Huisvesting. Op 11 april 2002 werd zij voor de SP in de Regeringsraad van het kanton Bern gekozen. Sindsdien beheert zij het departement voor Bouw-, Verkeer- en Energie.
Aanvankelijk bestond de Regeringsraad voornamelijk uit leden van burgerlijke partijen, maar sinds april 2006 wordt het qua inwonersaantal tweede kanton van Zwitserland geregeerd door een rood-groene coalitie.
Barbara Egger-Jenzer werd bij de kantonsverkiezingen in het kanton Bern met grote meerderheid herkozen, ondanks de kritiek van burgerlijkse zijde, die haar verweten dat zij haar begroting steeds overschreed.

### Voorzitter van de Regeringsraad
Barbara Egger-Jenzer was tot drie keer toe voorzitter van de Regeringsraad (dat wil zeggen regeringsleider) van het kanton Bern:
- 1 juni 2004[2] - 31 mei 2005
- 2 juni 2008[3] - 31 mei 2009
- 1 juni 2014 - 31 mei 2015

## Privé
Barbara Egger-Jenzer is getrouwd en heeft twee kinderen.

## Verwijzingen
1. ↑  http://rulers.org/indexe.html
2. ↑  http://rulers.org/2004-06.html
3. ↑  http://rulers.org/2008-06.html